# Віталій Булат
Віталій Булат (рум. Vitalie Bulat; нар. 14 вересня 1987, Тирасполь, Молдова) — молдовський футболіст, півзахисник.

## Клубна кар'єра
Народився в Тирасполі. Дорослу футбольну кар'єру розпочав у сезоні 2003/04 років у клубі Другої ліги Молдови «Шериф-2». З початку й до зимової перерви сезону 2011/12 років залишався гравцем тираспольського «Шерифа». Під час перебування у вище вказаному клубі декілька разів перебував в оренді, а саме в інші команди вищого дивізіону Молдови, «Тирасполь» та «Іскра-Сталь». Грав за «Шериф» у Національному дивізіоні Молдови в сезонах 2004/05, 2005/06, 2008/09, 2009/10 та 2010/11. Під час зимової перерви сезону 2011/12 років підписав контракт з «Тирасполем», де грав у другій половині сезону 2011/12 та 2012/13 років. Влітку 2013 року переїхав за кордон до Сербії та приєднався до «Нові Пазар». Дебютував у сербській Супелізі 30 листопада 2013 року у виїзному матчі проти ФК «Раднички 1923», в якому вийшов на заміну. У 2014 році грав в оренді за «Сункар» у Першій лізі Казахстану.

## Кар'єра в збірній
Виступав за юнацькі та молодіжну збірну Молдови.
У футболці національної збірної Молдови дебютував 15 жовтня 2008 року в нічийному (0:0) поєдинку кваліфікації групи B чемпіонату Європи проти Люксембургу. Віталій вийшов на поле на 52-й хвилині, замінивши Ігора Бугайова. Цей матч так і залишився єдиним у національній команді.

## Досягнення
«Шериф»
- Молдовська Суперліга
  -  Чемпіон (6): 2004/05, 2005/06, 2008/09, 2009/10

- Кубок Молдови
  -  Володар (6): 2006, 2009, 2010

- Суперкубок Молдови
  -  Володар (1): 2005

- Кубок Співдружності
  -  Володар (1): 2009

«Тирасполь»
- Кубок Молдови
  -  Володар (1): 2013

«Іскра-Сталь»
- Кубок Молдови
  -  Володар (1): 2011